# Шварцвальд (торт)

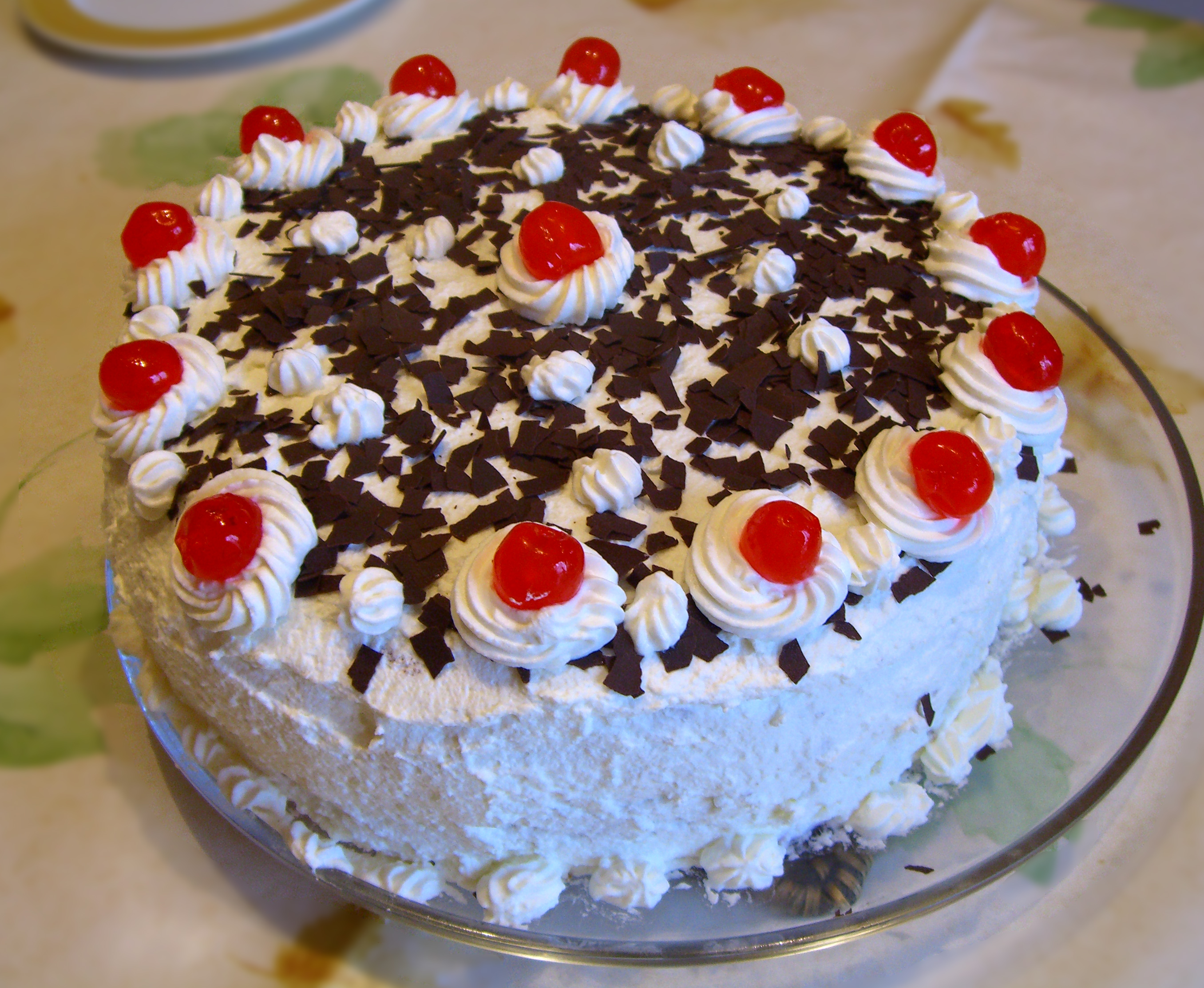
Шварцвальдский вишнёвый торт

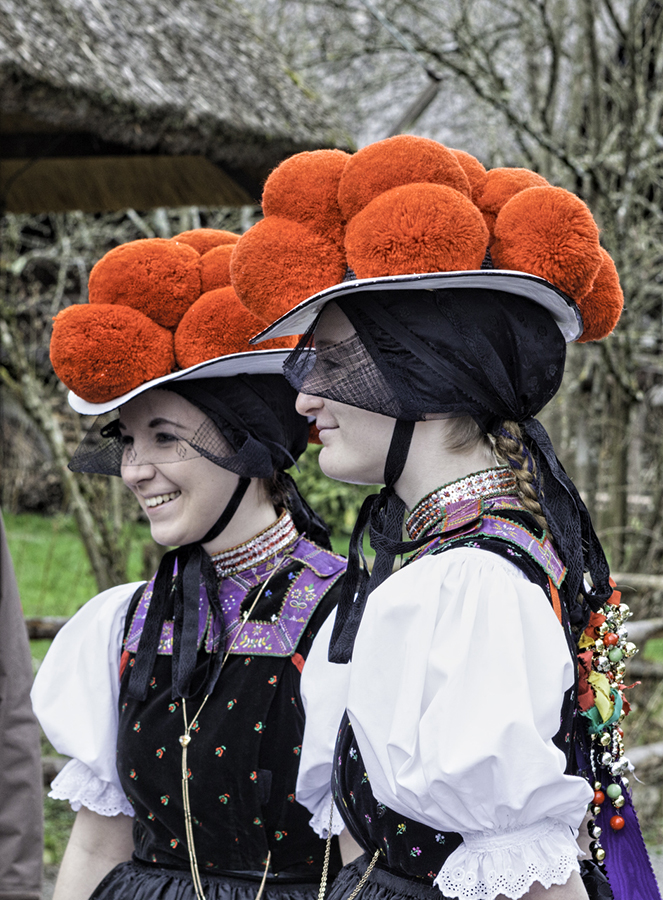
Шварцвальдская шляпа с помпонами

Шварцвальдский вишнёвый торт (нем. Schwarzwälder Kirschtorte, торт «Шварцвальд», торт «Чёрный лес», торт «Пьяная вишня», также через английский язык торт «Блэк Форест») — торт со взбитыми сливками и вишней. Появился в Германии в начале 1930-х годов, в Германии ныне считается уже классическим и снискал мировую известность. У шварцвальдского вишнёвого торта бисквитные шоколадные коржи пропитываются киршвассером, начинку готовят из вишни. Для украшения торта используется вишня и шоколадная стружка.
Происхождение торта доподлинно неизвестно, и оно необязательно связано с одноимённым регионом Германии. Существует несколько версий. Согласно одной из них, название торту дала шоколадная стружка, напоминавшая тёмный или чёрный лес. Согласно другой, торт с киршвассером назван шварцвальдским потому, что именно в этом регионе преимущественно производится этот алкогольный напиток. Кроме того, возможно у современного торта «Шварцвальд» был предшественник родом из Швейцарии. Название торту по ассоциации могла дать традиционная шварцвальдская женская соломенная шляпа с помпонами.
В Южном Шварцвальде в XIX веке уже был известен не торт, но «шварцвальдский крем» — крестьянский десерт из вишни, взбитых сливок и киршвассера: заваренную вишню подавали со сливками, иногда с добавлением киршвассера. Кондитер Йозеф Келлер (1887—1981), уроженец шварцвальдского Ридлингена, претендует на изобретение шварцвальдского торта для ныне не существующего кафе «Агнер» в Бад-Годесберге в 1915 году, но в его рецепте 1927 года только один слой вишнёвой начинки и песочное тесто. Архивариус города Тюбингена Удо Раух назвал изобретателем шварцвальдского торта кондитера Эрвина Хильдебранда, работавшего в городском кафе «Вальц». В 1818—1924 годах Тюбинген, ныне не связанный с Шварцвальдом, входил в состав Шварцвальдского района. В 1930-е годы торт «Шварцвальд» обрёл популярность в Берлине, а также в других крупных городах Германии, Австрии и Швейцарии. Прежде в отсутствие электрических холодильников кафе и кондитерские не могли предлагать торты со взбитыми сливками для массовой реализации.
С 2006 года в Тодтнау каждые два года проводится фестиваль торта «Шварцвальд», где соревнуются как профессионалы кондитерского дела, так и любители.